# Rudolph Göckel der Ältere
Rudolph Göckel der Ältere, latinizado como Rudolf Goclenius, em português Rodolfo Goclenio (1547 - 1628) foi um filósofo escolástico alemão, lógica, metafísica e ética na Universidade de Marburg. Que viveu de 1 de março de 1547 a 8 de junho de 1628. Sua maior contribuição a ciência foi a invenção do termo " psicologia "em 1590. Gockel fundamentou ampla contribuições significativas para o campo da ontologia. Ele estudou as ideias de Aristóteles, tais como: Tanto a introdução de ontologia e metafísica. Várias das ideias de Gockel foram publicados e seguidas por filósofos posteriores.

## Biografia
Ele nasceu em Korbach, Waldeck (agora denominada Waldeck-Frankenberg, Hesse). Ele participou das universidades de Erfurt, de Marburg e da Universidade de Wittenberg, onde terminou seus estudos com o titulo de Magister em 1571. Nos anos seguintes, ele dirigiu o Ginásios em sua cidade natal em Korbach e Kassel. Em 1581, Guilherme IV de Hesse-Cassel, astrônomo de renome, recusou seu desejo de voltar para Korbach, mas permitiu a ele ser nomeado professor da Universidade de Marburgo, onde obteve a cadeiras de filosofia, lógica, metafísica e ética. Ele serviu como um conselheiro para Guilherme e seu filho Moritz. Este último lhe enviou em 1618 ao Sínodo de Dort. Embora ele nomeou o termo "psicologia", sua grande contribuição foi para o campo da Ontologia. Como um seguidor de Aristóteles, Glöckel deu as novas fundamentações à filosofia e continuou na maneira de pensar aristotélica. As disciplinas filosóficas relativas a Ontologia só foram desenvolvidas no século XVII por Glöckel. Em junho de 1628 Glöckel morreu em Marburg.

## Família
Em 9 de abril de 1570 ele se casou com Margaretha Emmerich. Seu filho mais velho, Rudolph Goclenius o jovem, ou Rudolf Goclenius Jr. Também foi professor em Marburg, e um célebre matemático. É por causa dele, que a cratera lunar isonômica foi nomeada. Ele trabalhou para encontrar as curas contra a peste. Tornou-se famoso por suas curas milagrosas com o pó de simpatia.

## Conflito
De seus conflitos com Wilhelm Adolph Scribonius de Marburg sobre a legalidade da provação, de inocência ou não, pela água em julgamentos de bruxas, pode-se deduzir que Goclenius estava convencido da existência de feitiçaria e aderiu ao "Hexenhammer".
Seus pontos de vista refletidos àqueles de Aristóteles. Suas filosofias pertenciam a um grupo chamado "Semiramistas", que era um grupo de aristotélicos que acreditavam na defesa da interpretação dialética da aprendizagem, mas anche defendendo a exposição de Averroismo.

## Publicações
Bibliografias dos escritos de Goclenius foram preparadas por F. W. Strieder a por F. J. Schmidt. Sua lista de publicações inclui um grande número de disputas acadêmicas. Isso se deve aos estatutos de Filipe I de Hesse de 14 de janeiro de 1564, que exigia que os professores da Universidade de Marburgo realizassem exames semanais. Goclenius lecionava três horas por dia: uma pro lectione publica, uma pro magistrandis e uma pro baccalaureandis.
- Problemata logica, pars I 1589, pars II 1590; Pars I-V 1594 (reimpressão: Frankfurt: Minerva, 1967, em 5 voll.)
- Psychologia: hoc est, de hominis perfectione, animo, et in primis ortu hujus, commentationes ac disputationes quorundam theologorum & philosophorum nostrae aetatis, Marburg 1590; Marburg 1594; Marburg 1597 (edição revisada).
- Oratio de natura sagarum in purgatione & examinatione per Frigidam aquis innatantium, Marburg 1584 (uma oração realizada em uma cerimônia de formatura em 19 de novembro de 1583; republicada em Panegyrici Academiae Marpurgensis, Marburg 1590, pp. 190–203)
- Partitio dialectica, Frankfurt 1595
- Isagoge in peripateticorum et scholasticorum primam philosopiam, quae dici consuevit metaphysica, 1598 (reimpresso: Hildesheim: Georg Olms, 1976)
- Institutionum logicarum de inventione liber unus, Marburgo 1598
- «P. Rami Dialectica cum praeceptorum explicationibus» Oberursel 1600
- Appendix IIII. Dialogistica, Marburgo 1602
- Physicae completae speculum, Frankfurt 1604
- Dilucidationes canonum philosophicorum, Lich 1604
- Controversia logicae et philosophiae, ad praxin logicam directae, quibus praemissa sunt theoremata seu praecepta logica, Marburg 1604
- Miscellaneorum Theologicorum Et Philosophicorum, «Part 1» Marburgo 1607; «Part 2» Marburgo 1608
- Conciliator philosophicus, 1609 (reprint: Hildesheim, Georg Olms, 1980)
- Lexicon philosophicum quo tanquam clave philosophiae fores aperiuntur, 1613 (reimpresso: Hildesheim: Georg Olms, 1980)
- Lexicon philosophicum Graecum, Marburg 1615 (reimpresso: Hildesheim: Georg Olms, 1980)

## Ligações Externas
- Goclènio, Rodolfo (ted. Rudolph Göckel, latinizz. Goclenius) Enciclopedia Italiana, edição online, site treccani.it.URL visitato il 26 de março de 2012

- Notes on the development of Ontology from Suarez to Kant
- The Birth of Ontology. A selection of Ontologists from 1560 to 1770

- Goclenius R. (Ed.) (2018). Ψυχολογια: that is, on human perfection, on the spirit, and first and foremost on its origin... Metodologiâ i istoriâ psihologii. Iss. 2. P. 143–149. - Traduções russas por Leonid I. Ragozin (com resumos em inglês)
- Vultejus H. (2018). The diatribe on the man’s philosophical perfection. Metodologiâ i istoriâ psihologii. Iss. 4. P. 111–140. - Traduções russas por Leonid I. Ragozin (com resumos em inglês)